# Hel (gudinna)
För andra betydelser, se Hel.

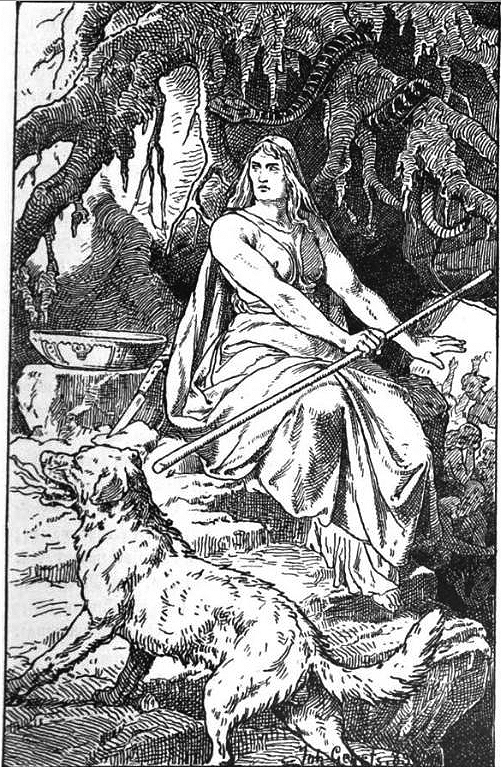
Hel (1889) av Johannes Gehrts. Bilden visar Hel med sina tillhörigheter och Gnipahålans väktare Garm.

Hel (ungefär den som gömmer, fördolt, gömd) var i nordisk mytologi dödens gudinna, härskarinna i dödsriket Helheim eller bara Hel, beläget i Nifelheim, som av somliga anses som en motsats till Valhall.  Hon sägs vara dotter till Loke och Angerboda.  
I källorna till den fornnordiska religionen påstås det att alla som inte dör på slagfältet skulle hamna i Hel, medan de bästa kämparna kommer till Valhall och Folkvang.  Men det sägs också att endast brottslingar kommer till Hel[källa behövs].  Motsägelserna bottnar i förhållandet att Hel ursprungligen var ett förkristet dödsrike för alla människor.  Namnet går tillbaka på forngermanska helan "dölja, gömma" och syftar på en stor gästabudssal där alla döda rymdes.

## Etymologi
Ordet Hel i betydelsen "dödsrike" går tillbaka på forngermanska *haljŏ-, "dödsriket" (egentligen "det höljande"), bildat från helan, "dölja". Ordet finns belagt i flera germanska språk, .

## Gudinnan Hel
Dödsrikets härskarinna Hel är en sen konstruktion i den fornnordiska poesin, där hon sägs vara Lokes dotter.  Döden kan här omskrivas till ett kärleksmöte med henne.  
Ibland i den isländska litteraturen likställs döden med att bli förförd av Hel och ha samlag med gudinnan.  Detta framgår särskilt tydligt i Ynglingatal där den döde kungen Dyggve beskrivs ha blivit tagen av Hel för att bli hennes älskare.  
Hel var en gestalt i den fornnordiska mytologin. Helgafjell, "Det Heliga Fjället" var ett mera behagligt ställe för de isländska släkterna att samlas i efter döden.  Gudinnan Ran samlade de drunknade till gästabud på havets botten.  Andra namnkunniga personer kunde uppehålla sig i sin gravhög. Mänskliga föreställningar präglas av önskedrömmar och skräckvisioner beträffande döden.

### Kristen bild av Hel
Motsägelserna bottnar i förhållandet att Hel ursprungligen var ett förkristet dödsrike för alla människor. Namnet går tillbaka på forngermanska helan "dölja, gömma" och syftar på en stor gästabudssal där alla döda rymdes. 
Hel var beläget i norr, dödens väderstreck, och vägen dit bär nedåt.  Medeltida beskrivningar av dödsriket är färgade av kristna uppfattningar om dödsriket som en straffort.  Här kallas bordet "Hunger", kniven "Svält", sängen "Sjukläger", sängöverkastet "Glänsande ofärd" och tröskeln "Fallande fördärv". Det finns också trälar som uppassare, men deras tjänstvillighet speglas i namnen "Gånglate" och "Gånglata".  I kristna källor framställs Hel som svartblå och likblek. 

## Hels dödsrike
Efter Balders död erbjöd sig Hermod att rida till Hel för att erbjuda henne lösen för Balder, så att han skulle kunna komma hem till Asgård.  Han red genom mörka dalar och djupa och kom fram till floden Gjöll som var dödsrikets gräns. Över den gick Gjallarbron, täckt av skinande guld, som vaktades av mön Modgud "rasande strid". Han fortsatte fram till Helgrindarna och sprängde över dessa och kom in i Hels salar och kunde förhandla med dödsgudinnan själv om Balders öde.
En annan beskrivning av vägen till Hel återfinns i dikten "Balders drömmar", som handlar om hur Oden rider ner till Hel för att söka råd för sonens föraningar.  Här möter han en hund som var blodig på bringan.  Helveteshunden är en vanlig företeelse i mytologins skildringar av dödriket, men i denna dikt nöjer den sig med att morra.

### Kvinnor och Hel
Det har föreslagits att kvinnor förmodades komma till Hel. Snorre påstår detta på ett ställe, men på andra håll uppger han att det finns goda platser för kvinnor och män i himlen.  Endast de onda kommer till Hel.  Arkeologins forskningsresultat visar också på att man tänkt sig att de välborna kvinnorna skulle få en tillvaro liknande den de haft i jordelivet.  De rikt utrustade kvinnogravarna från senare järnålder med sina praktfulla vagnar talar inte för att färden skulle ha gått till det dystra Hel.  Att nycklarna till hushållet följde med i graven vittnar också om att deras ägarinna inte skulle bo i en tillvaro där hunger och fattigdom härskade.

## Hel i folktron
Folkminnen av Hel kan ha levt kvar i Norge under den tidiga medeltiden, i form av "Pesta", en "lieman"-liknande kvinna i svartkappa och huva som bar kvast.

### Fotnoter
1. ↑   Svenska Akademiens Ordbok. https://www.saob.se/artikel/?unik=H_0593-0090.6xF7&pz=3. Läst 24 november 2018
2. ↑  Helvete i Elof Hellquist, Svensk etymologisk ordbok (första upplagan, 1922)
3. ↑  (Öv)K.G. Johansson och M. Malm (1997). Snorres Edda. sid. 81-82 (Fabel)
4. ↑  Öv. L. Lönnroth (2016). Den poetiska Eddan. sid. 201 (Atlantis)
5. ↑  http://snl.no/død%2Ffolketro